# Bristol
Bristol este un oraș și un comitat ceremonial al Angliei. Orașul Bristol este situat la granița dintre patru comitate: Avon (a cărui capitală este), Bath and North East Somerset, North Somerset și South Gloucestershire.

## Numele
Numele orașului provine din limba engleză veche în care "brycgstow" înseamnă "locul de la pod". Podul este și astăzi simbolul orașului și atrage numeroși turiști.

## Istoric
Bristol este considerat pe bună dreptate unul dintre cele mai vechi porturi din Insulele Britanice. Încă din secolul VI î.Hr., orașul a fost un centru de schimb important pentru mărfurile transportate pe calea apei. Poziția sa strategică de la confluența râurilor Avon și Frome a făcut ca saxonii să extindă și să adapteze castelul care se ridica în vechime pe aceste locuri, transformându-l în citadelă și în reședința contelui de Gloucester. În Evul Mediu târziu și la începutul Renașterii, importanța orașului a crescut. Bristol a devenit cel mai important port al Angliei. În 1497, de aici a ridicat ancora, îndreptându-se către apus, John Cabot, care a atins continentul american după Cristofor Columb.

## Personalități născute aici
- Derek Clark (n. 1933), europarlamentar;
- Phyllida Lloyd (n. 1957), regizoare;
- Marcus Gilbert (n. 1958), actor.